# Diamond DA40
Diamond DA40 Diamond Star — Австрійський чотиримісний, одномоторний літак, сконструйований з композитних матеріалів. Створений Австрією та Канадою разом, як версія DA20 для чотирьох людей, компанією Diamond Aircraft Industries.
До кінця грудня 2020 року було створено 2200 одиниць DA40, у тому числі 500 моделей NG.

## Розробка

### Основна версія
На основі успіху попереднього двомісного літака DV20/DA20 компанія розробила чотиримісний варіант DA40 Diamond Star.
Прототип DA40-V1 з двигуном Rotax 914, зареєстрований як OE-VPC, здійснив політ 5 листопада 1997 року, а за ним другий політ здійснив прототип DA40-V2, зареєстрований як OE-VPE, який був оснащений двигуном Continental IO-240.
У 1998 році третій прототип, DA40-V3, здійснив політ на двигуні Lycoming IO-360. Було виготовлено ще чотири тестові літаки, а потім перший серійний літак у 2000 році. У жовтні 2000 року серійний варіант Lycoming IO-360 отримав сертифікат JAR23. У 2002 році виробництво варіанту з двигуном Lycoming було перенесено до Канади, а австрійське відділення зосередилося на варіантах з дизельними двигунами. Перший політ дизельного DA40D було здійснено 28 листопада 2002 року.

### Модифікації
Літак отримував багато модифікацій, які поступово покращували його характеристики для конкурентоспроможністі.
У 2006 році було створено модифікації XL та FP, які прийшли на заміну версії DA40-180. Основною відмінністю між старою і новою версію була більша крейсерська швидкість.
В останній половині 2007 року компанія знову оновила лінійку DA40, представивши версії XLS і CS та завершивши виробництво моделі FP. XLS — це розкішна версія з доданням деяких опцій у стандартну пропозицію, включаючи налаштовану випускну систему Powerflow, G1000 із підтримкою WAAS, канал передачі даних GDL69 і систему оповіщення про трафік TAS. CS — бюджетна версія з меншою кількістю вбудованих стандартних функцій. Обидві версії CS і XLS використовують двигун Lycoming IO-360-M1A з системою впорскування палива. Основна відмінність полягає у пропелерах: версія CS використовує дволопатевий алюмінієвий гвинт Hartzell із сталою швидкістю обертів, а XLS — композитний трилопатевий блок MT.
У жовтні 2021 року Diamond Aircraft анонсувала повністю електричний тренувальний варіант — eDA40, перші польоти якого заплановано на другий квартал 2022 року, а сертифікація EASA/FAA Part 23 очікується 2023 ріку. Час в повітрі має бути до 90 хвилин, з швидкою зарядкою протягом 20 хвилин, та експлуатаційними витратами на 40 % нижчими, ніж у поршневих версій літаків.

## Характеристики

### Основні характеристики[3]
Екіпаж: 1 пілот
Місткість: 3 людини
Довжина: 8,1 м
Розмах крил: 11,9 м
Висота: 1,98 м
Площа крила: 13,5 м²
Профіль: Wortmann FX 63-137
Вага нетто: 795 кг
Вага брутто: 1198 кг
Силова установка: 1 × горизонтально-поршневий 4-циліндровий двигун Lycoming IO-360-M1A з повітряним охолодженням, 180 к.с. (134 кВт)

### Потужність[3]
Крейсерська швидкість: 279 км/год (TAS)
Швидкість відриву від землі: 91 км/год (закрилки опущені)
Дальність: 1341 км
Максимальна експлуатаційна стеля: 5 000 м
Швидкість підйому: 5,69 м/с
Потужність/маса: 0,110 кВт/кг

## Конструкція та особливості

#### Загальне
Збільшити крейсерську швидкість DA40 вирішили за допомогою пропелера та шасі. Було вдосконалено колісні обтічники, було включено трилопатевий ятаганний гвинт постійної швидкості та залишено вихлопну систему Powerflow від XL. Контур купола також було перероблено, боки стали більш вертикальними перед вигином у дах, що дає більше місця для плечей і голови.
Посадка на DA40 здійснюється через передню кромку крила, що є незвичайним рішенням серед таких літаків, з низьким крилом. Переднє шасі літака має можливість вільного повороту, а керування напрямком під час руління здійснюється за допомогою диференціального гальмування головним шасі.
DA40 виробляються на авіаційних заводах Diamond у Вінер-Нойштадті, Австрія, в Лондоні, Онтаріо, Канада. Спільне підприємство також було створено в Китаї з Shandong Bin Ao Aircraft Industries для виробництва DA40 TDI (дизель) у провінції Шаньдун.

#### Особливості по версіям
DA40 — чотиримісний консольний моноплан із низьким крилом, виготовлений із композитних матеріалів. Він має фіксоване триколісне шасі та Т-подібне хвостове оперення.
DA40 — офіційно з'явився лише в трьох версіях: DA 40, DA 40D і DA 40F, як зазначено в сертифікатах. Різні назви моделей, під якими продається літак, є маркетинговими назвами і офіційно не визнаються органами влади, які сертифікували літак.
DA40 спочатку продавався як DA40-180, оснащений двигуном Textron Lycoming IO-360 M1A з вприскувачем палива.
DA40-XL має гвинт із постійною швидкістю обертання та двигун потужністю 180 к.с. (130 кВт) Lycoming IO-360-M1A з вприскувачем палива. Він має максимальну крейсерську швидкість 147 вузлів (272 км/год), спалюючи 34.8 літра авіаційного палива на годину. Його максимальна злітна вага становить 1150 кг.
DA40-F (продається під назвою «FP») має пропелер із фіксованим кроком, двигун Lycoming O-360-A4M потужністю 180 к.с. подібний до XL.
DA40-TDI має дизельний двигун Thielert «Centurion» потужністю 135 к.с. (101 кВт) може використовувати дизельне або реактивне паливо. Він має гвинт із постійною швидкістю та ЕСКД з одноважільним керуванням двигуном. Дизельний DA40D не сертифікований у США.

## Модифікації

#### DA40
Початкова модель, оснащена двигуном Textron Lycoming IO-360 M1A потужністю 180 к.с. (135 кВт) і MT Propellers MTV-12-B/180-17. Максимальна маса брутто становить 1150 кг або 1200 кг з установленими модифікаціями. У все більш вдосконалених версіях, що продаються як DA40-180, XL, CS і XLS.

#### DA40 D
Дизельна модель, оснащена двигуном Thielert TAE 125-01 (Centurion 1.7) або TAE 125-02-99 (Centurion 2.0) потужністю 135 к.с. (101 кВт) і MT Propellers MTV-6-A/187-129. Максимальна вага брутто становить 1150 кг. Продається в основному в Європі, хоча також сертифікована в Канаді та Австралії, як DA40 TDI.

#### DA40°F
Модель гвинта з постійною швидкістю, оснащена Textron Lycoming O-360-A4M і гвинтом Sensenich 6EM8S10-0-63 або MT-Propeller MT 188R135-4G. Максимальна вага брутто становить 1150 кг. Продався як DA40 FP. Тепер ця модель більше не продається.

#### DA40 NG[1][9][10][11][12]
Остання модель, яка пропонується лише на окремих ринках (модель DA40 все ще пропонується на інших ринках), працює на двигуні Austro Engine AE 300 потужністю 165,6 к.с. (123,5 кВт), що працює на паливі JET A-1. Сертифікат EASA у квітні 2010 року. До грудня 2020 року було випущено 500 моделей NG.

#### Т-52А
Військова тренувальна версія, 20, придбана в 2009 році та використовувалася 557-ю навчально-тренувальною ескадрильєю в Академії ВПС США. У 2012 році тип був замінений на T-53A на базі Cirrus SR20.

#### DA40 XLT
Версія представлена в квітні 2013 року з оновленим інтер'єром, включаючи стійкі до сонця розкішні шкіряні сидіння, покращені контури попереку, сонцезахисні козирки, більше підстаканників і покращене місце для зберігання портативних пристроїв.

#### DA40 Tundra Star
Версія з посиленою опорою шасі, більшими шинами для роботи з непокращених поверхонь і дизельним двигуном Austro AE300 потужністю 168 к.с. (125 кВт), який працює на реактивному паливі.

#### eDA40
Повністю електричний тренувальний варіант, оголошений у жовтні 2021 року, орієнтований на перший політ у 2022 році та сертифікацію у 2023 році з 90-хвилинною витривалістю. Заряджати можна за 20 хвилин, але сертифікація може бути перенесена на початок 2024 року, а 90-хвилинна цільова витривалість може бути досягнута, лише якщо це дозволить технологія акумулятора.

## Оператори

### Цивільні
Літак популярний серед приватних льотних шкіл, та приватних осіб.
 Саудівська Аравія
- На виставці MEBAA в грудні 2018 року навчальний центр Саудівської Аравійської національної авіаційної компанії CAE Inc. у Даммамі замовив 60 одномоторних DA40 NG і двомоторних DA42-VI, які мали бути поставлені протягом п'яти років.[18]

### Державні
Австралія
- Королівські повітряні сили Австралії — 8 літаків, орендованих у місцевої фірми, для використання курсантами ВПС Австралії.[19]

 Австрія
- Військово-повітряні сили Австрії — 2 літаки в експлуатації, ще 2 замовлені.[20]

 Бангладеш
- Збройні сили Бангладеш — 4 літаки в експлуатації, ще 2 замовлення.[21]

 Болівія
- Військово-повітряні сили Болівії — 9 літаків для базової льотної підготовки.[22]

 Еквадор
- Військово-повітряні сили Еквадору — 12 літаків.[23][24]

 Індонезія
- Індонезійська поліція — 2 літаки.[25][26]

 Сінгапур
- Сінгапурський молодіжний льотний клуб — 13 літаків.[27]

 Україна
- Державна прикордонна служба України — 5 літаків, передані Льотною академією Національного авіаційного університету

 США
- Академія Повітряних сил США — 20 літаків.[28]

 Ямайка
- Військово-повітряні сили Ямайки — 4 літаки замовлено.[29]